# Arcidiocesi di Oviedo

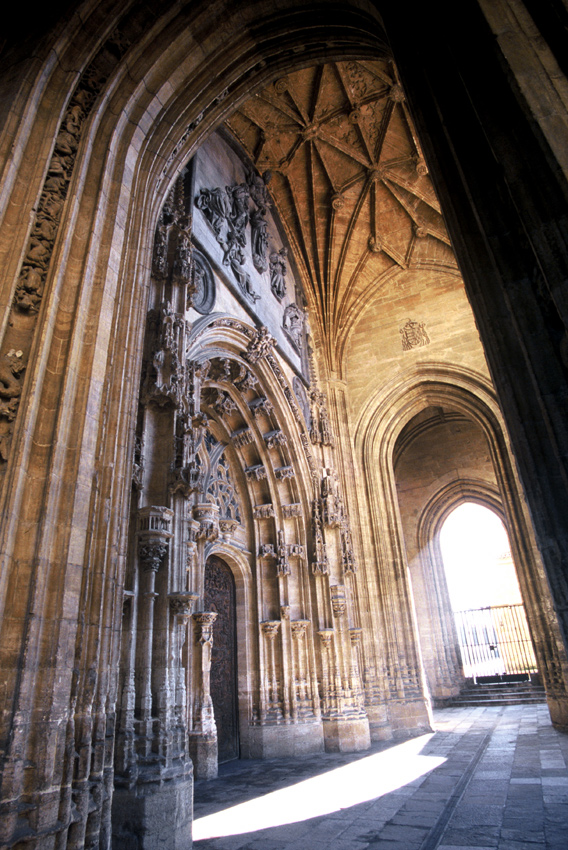
Chiostro della cattedrale di Oviedo.

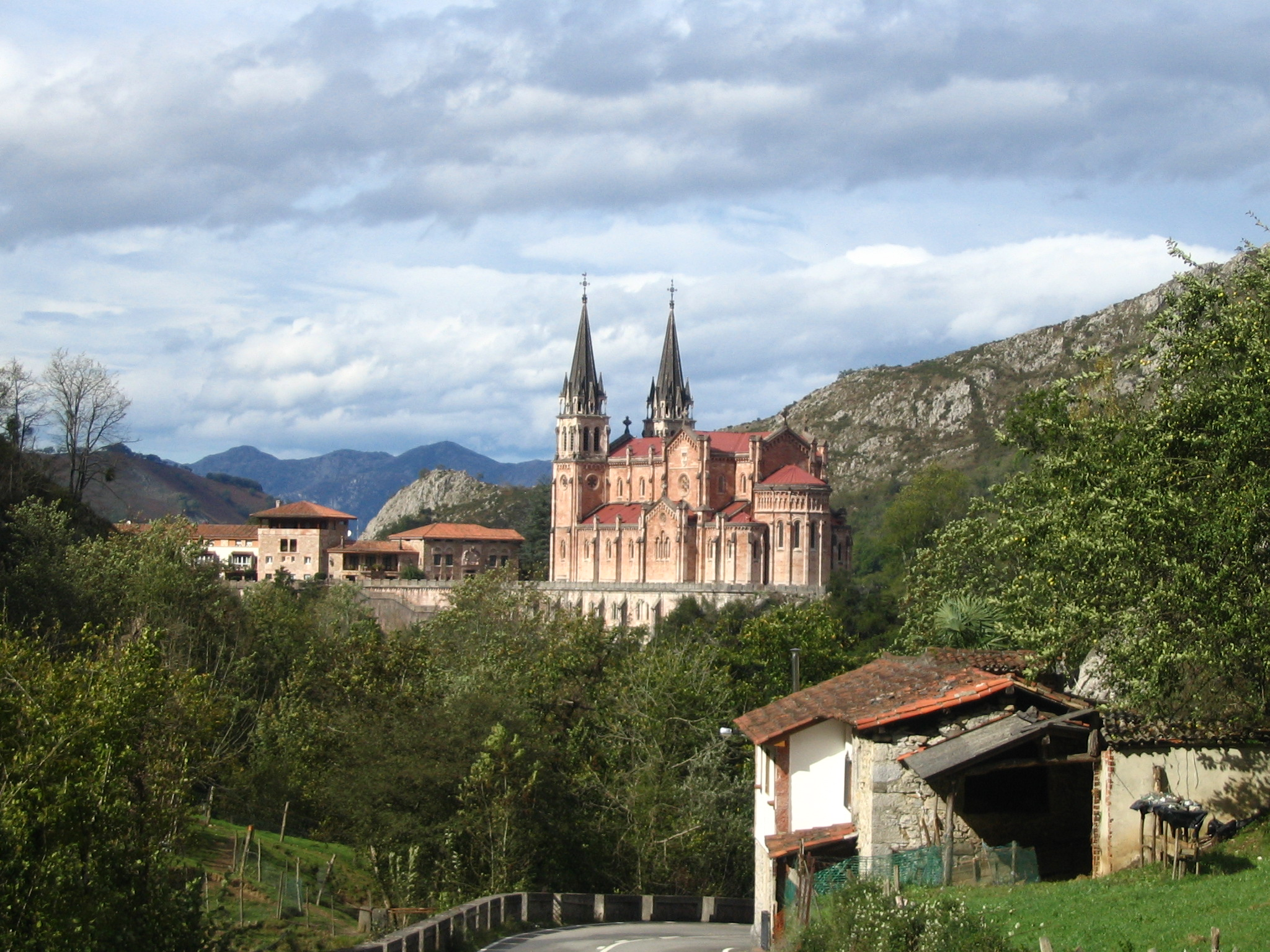
Santuario della Vergine di Covadonga.

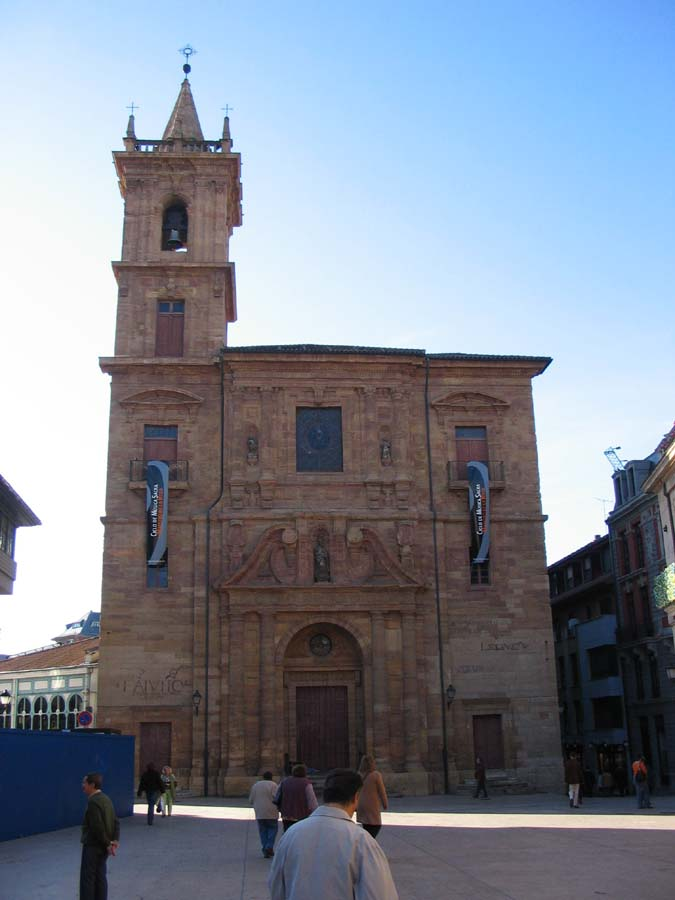
Chiesa di sant'Isidoro, Oviedo.

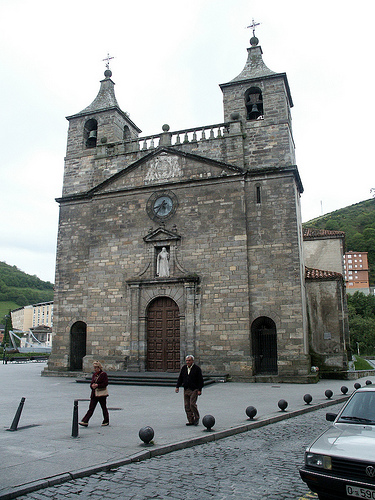
La basilica di Santa Maria Maddalena a Cangas del Narcea.

L'arcidiocesi di Oviedo (in latino: Archidioecesis Ovetensis) è una sede metropolitana della Chiesa cattolica in Spagna. Nel 2021 contava 957.584 battezzati su 1.018.784 abitanti. È retta dall'arcivescovo Jesús Sanz Montes, O.F.M.

## Territorio
L'arcidiocesi comprende il principato delle Asturie.
Sede arcivescovile è la città di Oviedo, dove si trova la cattedrale del Santo Salvatore. Oltre alla cattedrale, nel territorio sorgono altre cinque basiliche minori: il santuario della Vergine di Covadonga, la basilica di Santa Maria Assunta a Llanes, la basilica del Sacro Cuore a Gijón, la basilica di Santa Maria Maddalena a Cangas del Narcea e la basilica di San Juan el Real a Oviedo.
Il territorio si estende su 10.604 km² ed è suddiviso in 932 parrocchie.

### Provincia ecclesiastica
La provincia ecclesiastica di Oviedo, istituita nel 1954, comprende le seguenti suffraganee:
- la diocesi di Astorga
- la diocesi di León
- la diocesi di Santander

## Storia
La diocesi di Oviedo fu eretta nell'anno 811.
Nel 1105 la diocesi ottenne l'esenzione dalla sede metropolitana e divenne immediatamente soggetta alla Santa Sede.
Durante il Medioevo Oviedo ebbe notevole importanza come tappa del Cammino di Santiago, l'importante via di pellegrinaggio che consentì alla diocesi di rimanere in comunicazione con tutta Europa. Oviedo stessa divenne meta dei pellegrini alle reliquie dell'Arca Santa. Grazie ai rapporti con il resto d'Europa si ebbe la fioritura di numerosi monasteri benedettini cluniacensi sulla Cordigliera Cantabrica.
A partire dal 1608 la formazione del clero fu affidata all'Università di Oviedo.
Il seminario diocesano fu inaugurato nel 1851.
Il 17 ottobre 1954, in forza del decreto Quum sollemnibus della Congregazione concistoriale, furono rivisti i confini della diocesi per farli coincidere con quelli della provincia civile, in applicazione del concordato tra la Santa Sede e il governo spagnolo del 1953. La diocesi di Oviedo perse buona parte del suo territorio con la cessione di tutte le parrocchie che si trovavano oltre i confini delle Asturie a favore delle diocesi di Zamora, di León, di Astorga, di Lugo, di Mondoñedo e di Santander.
Il 27 ottobre 1954 fu elevata al rango di arcidiocesi metropolitana con la bolla Cum et Nobis di papa Pio XII.

## Cronotassi dei vescovi
Si omettono i periodi di sede vacante non superiori ai 2 anni o non storicamente accertati.
- Adulfo † (circa 802 - dopo il 16 novembre 812)
- Gomelo † (852)
- San Serrano † (853 - 858)
- Hermenegildo † (881 - 891)
- Gomelo II † (905 - 909)
- Flaciano † (909 - 912)
- Oveco † (913 - dopo il 951)[1]
  - Sede unita a Orense (ante 954 - post 962)[1]
- Diego I † (prima del 967 - dopo luglio 974 nominato vescovo di Orense)[1][2]
- Vermudo † (prima di marzo 976 - dopo maggio 991)[1]
- Gudesteo † (992 - dopo il 1012[3])
- Diego II † (menzionato nel 1018)[3]
- Agda † (1023 - 1024)
- Ponce † (1025 - 1035)
- Froilán † (1036 - 1073 dimesso)
- Arias † (18 luglio 1073 - 1094 dimesso)
- Martín I † (1094 - 1º marzo 1101 deceduto)
- Pelagio † (1098 - 1130 destituito)
- Alfonso † (1130 - 10 gennaio o 12 marzo 1142 deceduto)
- Martín II † (19 settembre 1143 - 14 settembre 1156 nominato arcivescovo di Santiago di Compostela)
- Pedro † (1156 - 1161 deceduto)
- Gonzalo Menéndez † (1162 - maggio 1175 deceduto)
- Rodrigo † (1175 - settembre 1188 deceduto)
- Menendo † (1188 - 14 luglio 1189 deceduto)
- Juan González † (1189 - 8 febbraio 1243 deceduto)
- Rodrigo Díaz † (17 settembre 1243 - 31 agosto 1249 deceduto)
- Pedro Yáñez † (1251 - 23 marzo 1269 deceduto)
- Fernando Martínez † (ottobre 1269 - 1275 deceduto)
  - Alvero † (1275 (vescovo eletto)
- Fredolo † (15 novembre 1275 - 10 giugno 1284 nominato vescovo di Le Puy)
- Peregrino † (25 febbraio 1286 - marzo 1289 deceduto)
- Miguel † (21 dicembre 1289 - 4 ottobre 1292 deceduto)
- Fernando Álvarez I, O.F.M. † (1293 - 1295 deceduto)
- Fernando Alfonso † (15 novembre 1295 - 23 ottobre 1301 deceduto)
- Fernando Álvarez II † (7 maggio 1302 - 1322 deceduto)
- Odón † (26 agosto 1323 - 7 maggio 1328 nominato vescovo di Cuenca)
- Juan del Campo † (7 maggio 1328 - 2 dicembre 1332 nominato vescovo di León)
- Juan Sancho † (2 dicembre 1332 - 6 agosto 1345 deceduto)
- Alfonso II † (9 dicembre 1345 - 1348 deceduto)
- Sancho † (13 novembre 1348 - circa 1369 deceduto)
- Alfonso III † (10 febbraio 1371 - dopo il 21 ottobre 1376 deceduto)
- Gutierre de Toledo † (27 aprile 1377 - circa 1389 deceduto)
- Guillermo García Manrique † (1389 - 17 febbraio 1412 deceduto)
- Álvaro † (20 luglio 1397 - 1412)
- Diego Ramírez de Guzmán † (giugno 1412 - 1441 deceduto)
- García Enríquez Osorio † (9 ottobre 1441 - 11 luglio 1442 nominato arcivescovo di Siviglia)
- Diego Rapado † (11 luglio 1442 - 1444 deceduto)
- Íñigo Manrique de Lara † (16 ottobre 1444 - 18 marzo 1457 nominato vescovo di Coria)
- Rodrigo Sánchez de Arévalo † (22 aprile 1457 - 1467 nominato vescovo di Zamora)
- Juan Díaz de Coca † (20 dicembre 1467 - 13 febbraio 1470 nominato vescovo di Calahorra)
- Alfonso de Palenzuela, O.F.M. † (20 ottobre 1469 - 17 aprile 1485 deceduto)
- Gonzalo de Villadiego † (26 agosto 1485 - circa 1487 deceduto)
- Juan Arias de Villar † (18 maggio 1487 - 14 febbraio 1498 nominato vescovo di Segovia)
- Juan Daza † (14 febbraio 1498 - 16 marzo 1502 nominato vescovo di Cartagena)
- García Ramírez Villaescusa † (16 marzo 1502 - 23 aprile 1508 deceduto)
- Valeriano Ordóñez Villaquirán † (22 dicembre 1508 - 12 agosto 1512 deceduto)
- Diego de Muros † (1º ottobre 1512 - 18 agosto 1525 deceduto)
- Francisco Mendoza † (6 novembre 1525 - 3 aprile 1527 nominato vescovo di Zamora)
- Diego Acuña † (23 aprile 1527 - 1532 deceduto)
- Fernando Valdés † (1º luglio 1532 - 30 maggio 1539 nominato vescovo di León)
- Martín Tristán Calvete † (30 maggio 1539 - 1546 deceduto)
- Cristóbal Rojas Sandoval † (8 ottobre 1546 - 4 maggio 1556 nominato vescovo di Badajoz)
- Jerónimo Velasco † (4 maggio 1556 - 16 agosto 1566 deceduto)
- Juan Ayora † (8 gennaio 1567 - 24 maggio 1569 deceduto)
- Gonzalo Solórzano † (18 febbraio 1570 - 26 settembre 1580 deceduto)
- Francisco Antonio Orantes Vélez, O.F.M. † (6 marzo 1581 - 12 ottobre 1584 deceduto)
- Diego Aponte Quiñones, O.S.Iacobi † (28 gennaio 1585 - 31 agosto 1598 nominato vescovo di Malaga)
- Gonzalo Gutiérrez Montilla † (18 settembre 1598 - 20 giugno 1602 deceduto)
- Alonso Martínez de la Torre, O.S.Iacobi † (16 aprile 1603  - 11 settembre 1604 deceduto)
- Juan Álvarez de Caldas † (12 gennaio 1605 - 14 maggio 1612 nominato vescovo di Avila)
- Francisco de la Cueva, O.S.A. † (17 settembre 1612 - 30 novembre 1615 deceduto)
- Alonso Martín de Zuñiga † (18 luglio 1616 - 20 marzo 1623 nominato vescovo di Osma)
- Juan Torres de Osorio † (29 maggio 1624 - 19 luglio 1627 nominato vescovo di Valladolid)
- Juan Pereda Gudiel † (9 agosto 1627 - 25 maggio 1632 deceduto)
- Martín Carrillo Alderete † (10 gennaio 1633  - 9 giugno 1636 nominato vescovo di Osma)
- Antonio Valdés Herrera † (23 giugno 1636 - 21 ottobre 1641 nominato vescovo di Osma)
- Bernardo Caballero Paredes † (13 gennaio 1642 - 13 aprile 1661 deceduto)
- Diego Riquelme y Quirós † (19 dicembre 1661 - 23 febbraio 1665 nominato vescovo di Plasencia)
- Ambrosio Ignacio Spínola y Guzmán † (13 aprile 1665 - 7 marzo 1667 nominato arcivescovo di Valencia)
- Diego Sarmiento de Valladares † (30 gennaio 1668 - 17 settembre 1668 nominato vescovo di Plasencia)
- Alfonso de Salizanes y Medina, O.F.M.Cap. † (4 febbraio 1669 - 18 novembre 1675 nominato vescovo di Cordova)
- Alonso Antonio de San Martín † (16 dicembre 1675 - 22 dicembre 1681 nominato vescovo di Cuenca)
- Simón García Pedrejón, O.F.M. † (20 aprile 1682 - 27 settembre 1696 deceduto)
- Tomás Reluz, O.P. † (27 marzo 1697 - 12 giugno 1706 deceduto)
- José Fernández del Toro † (21 marzo 1707 - luglio 1719 deposto)
- Antonio Maldonado Minoja † (3 luglio 1720 - 22 giugno 1722 deceduto)
- Tomás José Ruiz Montes † (15 marzo 1723 - 11 settembre 1724 nominato arcivescovo, titolo personale, di Cartagena)
- José Hendaya Haro † (11 settembre 1724 - 5 ottobre 1729 deceduto)
- Juan García Avello y Castrillón † (8 febbraio 1730 - 30 ottobre 1744 deceduto)
- Gaspar José Vázquez Tablada † (19 luglio 1745 - 29 dicembre 1749 deceduto)
- Felipe Martín Ovejero † (22 luglio 1750 - 30 ottobre 1753 deceduto)
- Juan Francisco Manrique Lara † (1º aprile 1754 - 21 aprile 1760 nominato vescovo di Plasencia)
- Agustín González Pisador † (21 luglio 1760 - 17 marzo 1791 deceduto)
- Juan Llano Ponte † (26 settembre 1791 - 29 aprile 1805 deceduto)
- Gregorio Hermida y Gamba (Camba) † (26 agosto 1806 - 10 novembre 1814 deceduto)
- Gregorio Ceruelo la Fuente † (10 luglio 1815 - 26 marzo 1836 deceduto)
  - Sede vacante (1836-1848)
- Ignacio Díaz Caneja † (17 gennaio 1848 - 20 novembre 1856 deceduto)
- Juan de la Cruz Ignacio Moreno y Maisonave † (25 settembre 1857 - 1º ottobre 1863 nominato arcivescovo di Valladolid)
- José Luis Montagut Rubio † (21 dicembre 1863 - 22 giugno 1868 nominato vescovo di Segorbe)
- Benito Sanz y Forés † (22 giugno 1868 - 18 novembre 1881 nominato arcivescovo di Valladolid)
- Sebastián Herrero Espinosa de los Monteros † (27 marzo 1882 - 15 marzo 1883 nominato vescovo di Cordova)
- Ramón Martínez y Vigil, O.P. † (27 marzo 1884 - 16 agosto 1904 deceduto)
- Francisco Javier Baztán y Urniza † (14 novembre 1904 - 18 ottobre 1920 dimesso[4])
- Juan Bautista Luis y Pérez † (30 novembre 1921 - 6 novembre 1934 deceduto)
- Justo Antonino de Echeguren y Aldama † (28 gennaio 1935 - 16 agosto 1937 deceduto)
- Manuel Arce y Ochotorena † (22 gennaio 1938 - 29 marzo 1944 nominato arcivescovo di Tarragona)
- Benjamín de Arriba y Castro † (8 agosto 1944 - 22 gennaio 1949 nominato arcivescovo di Tarragona)
- Francisco Javier Lauzurica y Torralba † (8 aprile 1949 - 12 aprile 1964 deceduto)
- Vicente Enrique y Tarancón † (12 aprile 1964 - 30 gennaio 1969 nominato arcivescovo di Toledo)
- Gabino Díaz Merchán † (4 agosto 1969 - 7 gennaio 2002 ritirato)
- Carlos Osoro Sierra (7 gennaio 2002 - 8 gennaio 2009 nominato arcivescovo di Valencia)
- Jesús Sanz Montes, O.F.M., dal 21 novembre 2009

## Statistiche
L'arcidiocesi nel 2021 su una popolazione di 1.018.784 persone contava 957.584 battezzati, corrispondenti al 94,0% del totale.
| anno | popolazione | popolazione | popolazione | presbiteri | presbiteri | presbiteri | presbiteri                | diaconi | religiosi | religiosi | parrocchie |
| anno | battezzati  | totale      | %           | numero     | secolari   | regolari   | battezzati per presbitero | diaconi | uomini    | donne     | parrocchie |
| ---- | ----------- | ----------- | ----------- | ---------- | ---------- | ---------- | ------------------------- | ------- | --------- | --------- | ---------- |
| 1950 | 1.300.000   | 1.300.040   | 100,0       | 893        | 718        | 175        | 1.455                     |         | 175       | 825       | 1.150      |
| 1969 | ?           | 1.030.000   | ?           | 974        | 726        | 248        | ?                         |         | 432       | 1.780     | 455        |
| 1980 | 1.152.505   | 1.170.650   | 98,5        | 825        | 637        | 188        | 1.396                     |         | 299       | 1.399     | 944        |
| 1990 | 1.092.856   | 1.107.010   | 98,7        | 757        | 583        | 174        | 1.443                     |         | 274       | 1.244     | 949        |
| 1999 | 1.032.069   | 1.081.834   | 95,4        | 680        | 526        | 154        | 1.517                     |         | 253       | 1.076     | 943        |
| 2000 | 1.032.069   | 1.081.834   | 95,4        | 680        | 517        | 163        | 1.517                     |         | 261       | 1.068     | 943        |
| 2001 | 1.034.435   | 1.084.314   | 95,4        | 658        | 497        | 161        | 1.572                     |         | 252       | 1.050     | 943        |
| 2002 | 1.016.185   | 1.075.329   | 94,5        | 643        | 486        | 157        | 1.580                     |         | 249       | 1.030     | 934        |
| 2003 | 1.003.777   | 1.062.198   | 94,5        | 624        | 475        | 149        | 1.608                     |         | 239       | 1.018     | 934        |
| 2004 | 1.016.235   | 1.075.381   | 94,5        | 605        | 463        | 142        | 1.679                     |         | 236       | 976       | 934        |
| 2013 | 1.077.360   | 1.092.200   | 98,6        | 505        | 396        | 109        | 2.133                     |         | 166       | 648       | 933        |
| 2016 | 998.372     | 1.050.917   | 95,0        | 461        | 361        | 100        | 2.165                     | 2       | 146       | 654       | 933        |
| 2019 | 976.832     | 1.028.244   | 95,0        | 398        | 318        | 80         | 2.454                     | 6       | 129       | 630       | 932        |
| 2021 | 957.584     | 1.018.784   | 94,0        | 371        | 301        | 70         | 2.581                     | 9       | 102       | 533       | 932        |